# Gare de Laval
Gare de Laval vasútállomás Franciaországban, Laval településen.

## Vasútvonalak
Az állomást az alábbi vasútvonalak érintik:
- Párizs–Brest-vasútvonal

## Kapcsolódó állomások
A vasútállomáshoz az alábbi állomások vannak a legközelebb:
- Gare de Montsûrs (Paris Gare Montparnasse, Párizs–Brest-vasútvonal)
- Gare du Genest (Gare de Brest, Párizs–Brest-vasútvonal)